# Menatalla Awad
Pour les articles homonymes, voir Awad.
Menatalla Awad, née le 10 septembre 1991 à Alexandrie, est une joueuse égyptienne de basket-ball évoluant au poste d'ailier.

## Carrière
Elle participe aux championnats d'Afrique 2013, 2015, 2017 et 2019.
Elle évolue en club au Sporting Club d'Alexandrie.